# Mouvement oculaire rapide
Pour les articles homonymes, voir Mor (homonymie) et REM.
Le mouvement oculaire rapide (MOR en français, REM pour Rapid Eye Movement en anglais) est en neurologie le terme utilisé pour décrire un phénomène se produisant lors de la phase de sommeil dite sommeil paradoxal enregistrée à l'EEG et accompagnant les moments de rêve (qui se déroulent durant cette phase).
Ce phénomène est un mouvement alternatif rapide des globes oculaires.
Il semble que le sens de ce mouvement (vertical ou horizontal) ait un rapport direct avec le sens de l'écriture dans la langue maternelle du sujet. En effet, on observe que les Européens, Américains et Africains ont majoritairement un R.E.M. horizontal et les Asiatiques un R.E.M. vertical.[réf. nécessaire]
Les chercheurs ne savent pas à quoi servent les mouvements des yeux. Peretz Lavie (en) pense que les mouvements groupés sont en rapport direct avec le contenu du rêve. En effet, il y a des cas où cela a pu être démontré comme dans le « rêve du jeu de tennis », mais il s’agit de preuves isolées et Michel Jouvet ne pense pas qu’il y a un lien obligatoire. En effet, les aveugles de naissance n’ont pas de mouvements des yeux groupés, leurs rêves se caractérisent par des bruits, des sensations de toucher et des états émotionnels. Mais il existe également des mouvements simples et isolés qu’on trouve chez les voyants et les aveugles. On pense que ces mouvements accompagnent le travail de mémorisation qui s’effectue pendant le sommeil paradoxal.
Ce phénomène est très utile aux chercheurs qui étudient les rêves car il permet de reconnaître assez facilement une phase de sommeil paradoxal. Ces mouvements sont notamment utilisés dans les recherches sur le rêve lucide.
Le temps sans mouvement oculaire rapide est appelé NREM (Non-rapid eye movement en anglais).